# 江南市立古知野南小学校
江南市立古知野南小学校（こうなんしりつ こちのみなみしょうがっこう）は愛知県江南市古知野町に位置する公立の小学校。通称「古南」（こみなみ）。

## 学区
古知野町（門弟山校区に属する花霞・高瀬以外の大半）と、北野町、尾崎町、赤童子町、大間町といった江南市中央部の市街地を校区としており、校区内には江南市役所、江南市文化会館、北野天神社、愛知県立江南高等学校、江南郵便局、江南市消防本部、江南商工会議所、愛知北農協(JA)本店、江南駅などが所在する。

昭和50年代に江南市立門弟山小学校（古知野町花霞・高瀬及び飛高町などが校区）を分割する前の当校は江南市最大のマンモス校で、分割直前は児童数が約2千人、各学年7～8クラスだった。平成にはいってからの全校児童は約900人で、令和元年以後は800人台（各学年4クラス）である。
当校の卒業生の大半が進学する江南市立古知野中学校も平成に入ってからの生徒数は約900人だが、古知野中学校も江南市立西部中学校を分割する前まではマンモス校だった。
古知野中学校から西部中学校の分割新設は、当校から門弟山小学校（古知野町花霞・高瀬及び飛高町在住の生徒は、卒業後古知野中学校に進学）の校区分割による新設後3年を経て実行された。なお、当校卒業生のうち赤童子町西部、大間町在住者は西部中学校に、その他の大半（約8割程度）は古知野中学校に進学する。
江南駅西口から徒歩10分。江南駅構内の地下通路が同校の小学生の通学路としても利用されている。学校北側に「古知野南小学校前」の名鉄バス停留所（江南駅発一宮駅行き、江南厚生病院行き、江南団地行きの各路線）もある。

## 沿革
- 1873年（明治6年）9月 - 赤童子村・北野村・尾崎村・中奈良大間村・木賀村が連合し、長幡寺に赤童子学校を開設[1]。
- 1875年（明治8年）7月 - 古知野学校が分離独立。
- 1912年（明治45年）4月 - 現在の江南市古知野町、北野町、尾崎町、赤童子町、飛高町を校区として、古知野第一尋常小学校に改称。
- 1913年（大正2年）11月 - 古知野尋常高等小学校に改称。
- 1921年（大正10年）4月1日 - 古知野南尋常高等小学校に改称[1]。
- 1941年（昭和16年）4月1日 - 国民学校令施行により愛知県丹羽郡古知野町立古知野町南国民学校に改称[1]。校地も現在地に移転。
- 1947年（昭和22年）4月1日 - 学校教育法施行により古知野町立古知野南小学校に改称[1]。
- 1954年（昭和29年）6月1日 - 古知野町・布袋町・宮田町・草井村が合併して江南市が発足したことで江南市立古知野南小学校に改称[1]。
- 1966年（昭和41年）11月15日 - 鉄筋コンクリート造3階建て校舎（北棟）が完成[1]。
- 1972年（昭和47年） - 講堂兼体育館完成。
- 1973年（昭和48年）11月15日 - 開校100周年記念式典を開催[1]。
- 1976年（昭和51年）7月1日 - 鉄筋コンクリート造の本館と特別教室棟（南棟）が完成[1]。
- 1978年（昭和53年）4月1日 - 江南市立門弟山小学校を新設。古知野町花霞、飛高町などは門弟山小学校の校区となる[1]。この分割までは木造平屋建て校舎が3棟使用されていたが、生徒数削減により撤去され、グラウンドとプールの敷地に転用された。

## 通学区域
- 赤童子町、大間町、北野町、尾崎町、古知野町（花霞、高瀬、宮裏の一部を除く）、上奈良町（錦の一部）[2]。

## 進学先中学校
- 江南市立古知野中学校
- 江南市立西部中学校
  - 赤童子町（大間、良原、白山、栄、桜道、大間町）、上奈良町（錦の一部）